# مهرجان كييف الدولي للفلم القصير
مهرجان كييف الدولي للأفلام القصيرة هو مهرجان سنوي يقام في كييف ويهدف إلى تعريف الجماهير بالأفلام القصيرة من جميع أنحاء العالم، حيث تُعرض أحدث الأفلام والفائزين في المهرجانات الدولية، وتستعرض الشخصيات المميزة، مع اهتمام خاص بالأفلام الأوكرانية الحديثة والكلاسيكية. تنظم إدارة المهرجان أيضًا مشاريع وفعاليات تهدف إلى تطوير مجموعات متنوعة من الأفلام القصيرة في أوكرانيا.

## تاريخ
بدأ العمل على مهرجان كييف الدولي للفيلم القصير في عام 2011، وعقد لأول مرة في ربيع عام 2012. منذ ذلك الحين والمهرجان يُنظّم سنويا تحت أي ظرف. إدارة المهرجان منظمة غير حكومية مستقلة غير ربحية هدفها الرئيسي الترويج للأفلام القصيرة.

## مهمة المهرجان
يحاول المهرجان اكتشاف أشكال وأساليب جديدة لإنتاج الأفلام في أوكرانيا وخارجها، من خلال تطوير منصات وطنية ودولية للأفلام القصيرة، ويشمل برنامجه أيضا عروض أفلام غير تنافسية (خارج مضمار المسابقة)، وحصصا دراسية، ولقاءات مع الضيوف ومناسبات خاصة.

## أفلام فائزة
الأفلام الفائزة في الأعوام الماضية:
| العام | عنوان الفيلم          | العنوان بالعربية   | المخرج                    | الدولة                     |
| ----- | --------------------- | ------------------ | ------------------------- | -------------------------- |
| 2016  | «Partner»             | شريط               | أنطوان جورجيني            | فرنسا                      |
| 2017  | Chasse Royale         | الصيد الملكي       | ليز أكوكا ورومان غير      | فرنسا                      |
| 2018  | Babylon               | بابل               | كيت ديليغيرو              | الفلبين                    |
| 2019  | New Land Broken Roead | أرض جديدة طريق خرب | كافيش نيانغ               | كمبوديا                    |
| 2020  | Huntsville Station    | محطة هنتسفيل       | جيمي ميلتسر وكريس فيليبون | الولايات المتحدة الأمريكية |

فاز في سباق العام 2020 الفيلم الأمريكي محطة هنتسفيل (بالإنجليزية: Huntsville Station) الذي يتيح للجمهور طيلة دقائق عرضه استكشاف مفهوم الحرية وكيف تشعر عندما يتم إطلاق سراحك بعد سنوات من السجن، حيث يظهر تصوير عن بعد مجموعة من السجناء وهم ينتظرون الحافلة بعدالإفراج عنهم، وكيف يتفاعلون مع خروجهم أخيرًا.
أُشير بشكل خاص إلى فيلم «ابق مستيقظًا، كن مستعدًا» الذي يأخذ المشاهد إلى في ليلة مثيرة وبسيطة في نفس الوقت، في فيتنام.
كذلك أشير بشكل خاص إلى فيلم «كيف تختفي» الذي صوّر من منظور لعبة الفيديو "أول شخص مطلق النار" ويستكشف موضوع الهرب أثناء لعب لعبة فيديو، ووصفته لجنة التحكيم بأنه «قصيدة فكاهية وشاعري مذهل وذكية للهاربين».
ذهبت جائزة المسابقة الأوكرانية في عام 2020 إلى فيلم «البساط» للمخرجة ناتاشا كيسيلوفا لتصويرها السينمائي الجميل الذي يصور لحظات اختمار الحب واختبارات الصداقة لدى مراهق، في مواجهة التوتر المتزايد في ظروف حرب متصاعدة.
نوّه كذلك بشكل خاص إلى فيلم «عمل وسيط» للمخرج فاسيل ليا، «لرؤية المخرج الفنية وصوته المستقل الواعد جدا»، حيث يصور فيلمه شابًا يعتني بحديقته وتتحول إبداعته ورعايته فعلًا سياسيًا للبقاء والمقاومة في أوكرانيا اليوم.

## نظام المهرجان
لتقديم الفيلم يجب على مؤلفي الفيلم استخدام بوابة فيلم فري واي
للنظر في الفيلم في عملية الاختيار يجب أن تكون للأفلام غير الناطقة باللغة الإنجليزية في الأصل ترجمة مصاحبة باللغة الإنجليزية.
على الأفلام ان تقدم من طرف المخرج أو المنتج أو الموزع أو ممثل رسمي آخر، ويشترط أن يمتلك الشخص الذي يقدم الفيلم جميع الحقوق اللازمة للمشاركة في المهرجان، ويكون هذا الشخص مسؤولا أيضًا عن متابعة الاتصالات مع إدارة المهرجان.

## لجنة التحكيم
تُختار لجنة تحكيم المهرجان من قبل إدارة المهرجان، وتضم عادة عددا من الضيوف الأجانب وممثلين عن السينما الأوكرانية، وأعضاء لجنة التحكيم هم من المخرجين والمنتجين وصانعي الأفلام البارزين الذين حصلوا على جوائز دولية.

## الجوائز
يُختار الفائزين في المسابقات الدولية والوطنية من قبل مجالس التحكيم الدولية أوالوطنية، كلا على حدة، وتضم كل لجنة تحكيم على الأقل ثلاثة محترفي أفلام دوليين، وُكافأ أصحاب الأفلام الفائزة الجوائز من صندوق جائزة المهرجان.
هناك ثلاث جوائز رئيسية في المهرجان: أفضل فيلم، وأفضل مخرج، وجائزة الجمهور. كما يمكن لمجلس التحكيم أن يمنح جائزتين إضافيتين على الأكثر بصفة «إشارة خاصة من لجنة التحكيم».

## الفائزون في المسابقة الدولية 2020
| فئة            | فيلم                   | مخرج                                   | دولة                       | IMDb     |
| -------------- | ---------------------- | -------------------------------------- | -------------------------- | -------- |
| الجائزة الكبرى | محطة هانتسفيل          | كريس فيليبون جيمي ميلتزر               | الولايات المتحدة الأمريكية | 7/6/10   |
| تنويه خاص      | ابق مستيقظًا، وكن جاهزًا | ثين ان فام                             | فيتنام                     | 6,9 / 10 |
| تنويه خاص      | كيف تختفي              | روبن كلينجل ليونارد مولنر مايكل ستومبف | النمسا                     | 6,3 / 10 |

## الفائزون في المسابقة الوطنية 2020
| فئة            | فيلم    | مخرج             | IMDb               |
| -------------- | ------- | ---------------- | ------------------ |
| الجائزة الكبرى | السجادة | ناتاليا كيسيلوفا | لا يوجد معدل متاح  |
| تنويه خاص      | ميتاورك | فاسيل ليه        | لا يوجد تصنيف متاح |
| جائزة الجمهور  | بديل    | ستاس سانتيموف    | لا يوجد تصنيف متاح |

## روابط خارجية
- الموقع الرسمي